# Timoleón Jiménez

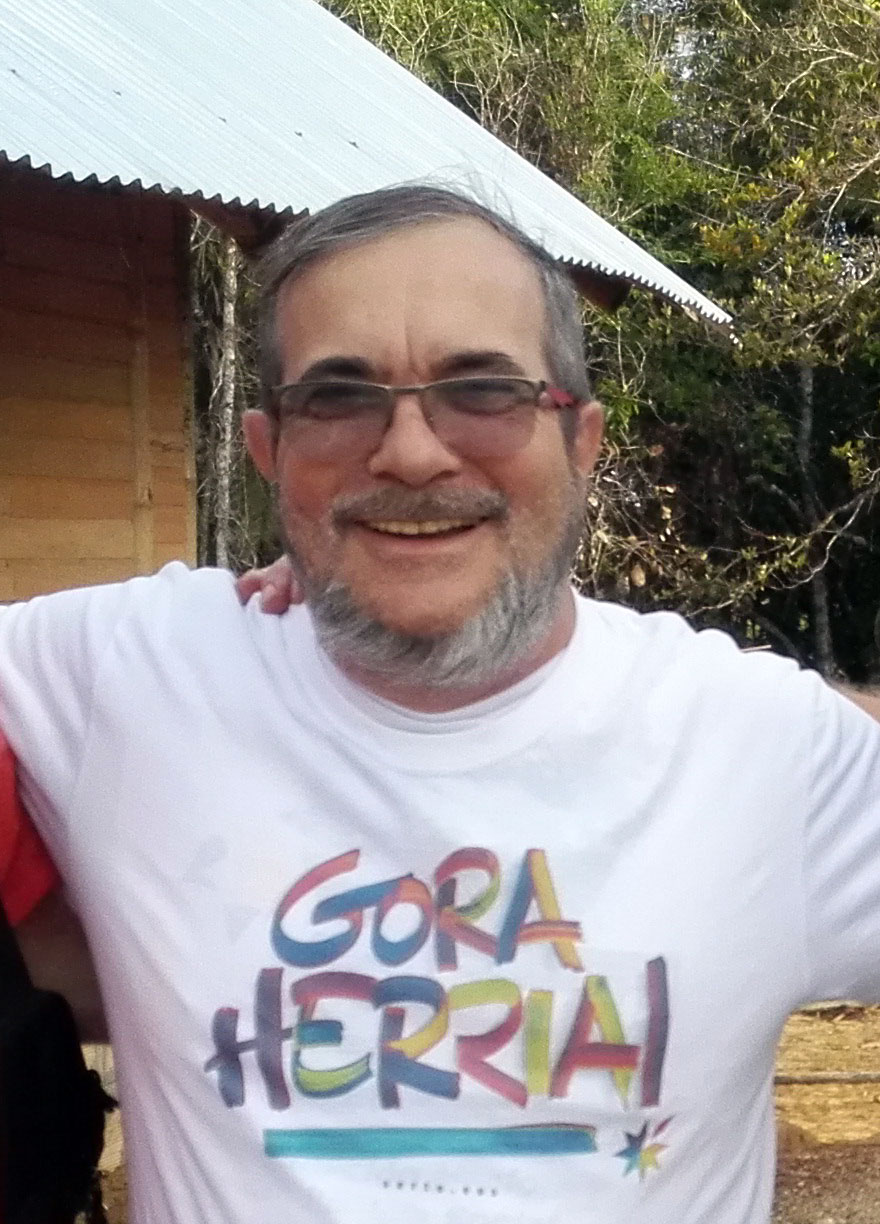
Timoleón Jiménez

Rodrigo Londoño Echeverri, ook bekend onder het pseudoniem Timoleón Jiménez of Timochenko (Calarcá, 22 januari 1959) is de hoogste commandant van de Revolutionaire Strijdkrachten van Colombia (FARC).
'Timochenko' nam het FARC-leiderschap in november 2011 over van Alfonso Cano nadat deze laatste door het Colombiaanse leger was gedood.
Timochenko heeft meer dan 30 jaar ervaring en de reputatie een goede militaire leider te zijn, wat hem veel respect geeft onder de met name hardliners die de kern vormen van de strijders.
Voordat hij het leiderschap overnam was Timochenko een van de aanvoerders van het Midden Magdalena Blok van de FARC-EP en zou het commando voeren over ongeveer 800 man.
Timochenko is sinds begin jaren 90 lid van het zevende man tellende secretariaat van de FARC. Hij zou zich lange tijd ophouden in de provincie Norte de Santander aan de grens met Venezuela. Colombiaanse autoriteiten hebben meermaals gesteld dat de FARC-leider zich zou ophouden in Venezuela, maar in april 2010 gaf de Colombiaanse president Juan Manuel Santos aan dat de meest recente veiligheidsdienst rapporten aangaven dat Timochenko zich aan de Colombiaanse kant van de grens bevindt. Volgens bronnen binnen de Colombiaanse veiligheidsdiensten zou Timochenko zich ophouden in de bergketen Serranía del Perijá, in het noordoosten van Colombia.

## Aanklacht door State department
Volgens het United States Department of State zou Timochenko leiding hebben gegeven aan het cocaïnebeleid van FARC, waaronder de productie en distributie van cocaïne naar de Verenigde Staten. Op deze productie legt FARC vervolgens een "belasting" om fondsen te werven voor de beweging. Bij deze praktijken zijn honderden mensen vermoord die dit cocaïnebeleid dwarszaten.
Volgens de US Department of State zou Timochenko in 2000, samen met Pastor Alape, het Midden Magdalena Blok de opdracht hebben gegeven cocagebieden te heroveren, onkruidbestrijdingsvliegtuigen neer te schieten, de cocaproductie te verhogen, burgers van de Verenigde Staten te ontvoeren en alle boeren te doden die coca verkopen aan kopers die niet zijn goedgekeurd door de FARC. De U.S. Department of State bood in 2011 een beloning tot 5 miljoen dollar voor informatie die leidt tot de arrestatie en/of veroordeling van Timochenko.
In januari 2012 werden vier leiders van FARC, waaronder Timochenko, in afwezigheid veroordeeld tot 25 jaar celstraf wegens de moord op Isaías Duarte Cancino, de toenmalige aartsbisschop van Cali.